# 杜瑋鴻
杜瑋鴻（Philip Michael To，1990年12月20日—），生於香港，香港足球運動員，司職後衛，現時效力香港甲組聯賽球隊公民。

## 球會生涯
杜瑋鴻生於香港。2015–16球季，杜瑋鴻加盟香港超級聯賽球隊元朗。2016–17球季，杜瑋鴻加盟香港超級聯賽球隊理文流浪，2017年加盟香港甲組聯賽球隊凱景，2019年，杜瑋鴻加盟香港超級聯賽球隊和富大埔。2020年，杜瑋鴻轉投東昇。
2022–23球季，杜瑋鴻加盟香港甲組聯賽球隊公民。

## 外部連結
- 香港足總網站球員資料 （页面存档备份，存于）